# گوردون استال
گوردون استال (به انگلیسی: Gordon Astall) بازیکن فوتبال زادهٔ ۲۲ سپتامبر ۱۹۲۷ اهل کشور انگلستان و عضو تیم ملی فوتبال انگلستان است. وی در تاریخ ۲۰ مه ۱۹۵۶ نخستین بازی ملی خود را در مقابل تیم ملی فوتبال فنلاند انجام داد و با حضور در ۲ بازی ملی، در تاریخ ۲۶ مه ۱۹۵۶ واپسین بازی ملی‌اش را در برابر تیم ملی فوتبال آلمان غربی برگزار کرد.
این بازیکن توانسته در بازی‌های ملی، ۱ گل به ثمر برساند.